# Chansons madécasses
Le Chansons madécasses (Canzoni malgasce) Op. 78, sono una raccolta di tre melodie di Maurice Ravel composte tra il 1925 e il 1926 per voce di soprano (o mezzosoprano), flauto, violoncello e pianoforte; i brani sono scritti su versi tratti da poemi in prosa Chansons madécasses, traduites en français, suivies de poésies fugitives di Évariste de Parny.. 

## Storia
Nel marzo 1925, poco tempo dopo la prima de L'Enfant et les sortilèges, Ravel ricevette un messaggio dagli Stati Uniti del violoncellista Hans Kindler che gli comunicava la richiesta da parte della mecenate americana Elisabeth Sprague Coolidge di una composizione da camera per voce, pianoforte, violoncello e flauto. Il musicista era libero di scegliere i testi su cui creare le sue composizioni. Ravel, che era sempre alla ricerca di libri in edizioni rare o particolari, aveva appena acquistato una raccolta delle opere di de Parny, autore poco conosciuto, morto nel 1814 dopo aver passato anni a viaggiare e a dedicarsi alla letteratura.

Il compositore scrisse d'impulso una prima lirica, Nahandove, prendendo il testo da una delle poesie di de Parny, completandola nel mese di aprile. Successivamente la correzione delle bozze d'orchestra per la stampa de L'Enfant et les sortilèges gli portò via molto tempo e dovette mettere momentaneamente da parte la stesura delle Chansons; egli fu costretto poi a rimandare ancora per una tournée in Europa che lo impegnò per altri due mesi. Il musicista si scusò con Mrs. Coolidge, promettendole di terminare il lavoro entro l'aprile successivo. Ravel terminò infatti le Chansons madécasses appena in tempo per la prima esecuzione che avvenne all'Accademia americana di Roma l'8 maggio 1926 con la voce di Jane Bathori, Alfredo Casella al pianoforte, Louis Fleury al flauto e Hans Kindler al violoncello.

L'esecuzione fu poi replicata a Parigi, alla Salle Érard, il 13 giugno con gli stessi interpreti; soltanto Louis Fleury fu sostituito da M. Baudouin al flauto.
Ravel dedicò le Chansons alla filantropa Elizabeth Sprague Coolidge che le aveva commissionate.

L'opera fu pubblicata da Durand nel 1926 in un'edizione arricchita dalle stampe di Luc-Albert Moreau.
Nel 2011 il compositore britannico James Francis Brown scrisse un'opera in tre movimenti per la stessa strumentazione intitolata Songs of Nature and Farewell, che fa da cornice a tre poesie poco conosciute del compositore francese Camille Saint-Saëns. L'opera è intesa come compagna delle Chansons madécasses di Ravel.

## Analisi
La raccolta è costituita da tre canzoni:
- Nahandove (Nahandove, ô belle Nahandove!). Andante quasi allegretto
- Aoua! (Aoua! Méfiez-vous des Blancs!). Andante
- Il est doux... (Il est doux de se coucher durant la chaleur). Lento

I poemi in prosa di de Parny, per il loro esotismo suggestivo e il senso di libertà e semplicità ritrovato in una natura incontaminata, ispirarono il musicista che era incline a suggestioni esotiche e a lasciarsi trasportare con la fantasia in luoghi lontani.

De Parny, pur essendo nato nell'isola di Réunion, pare, secondo studi recenti, che non avesse mai messo piede in Madagascar, ma ebbe comunque la grande capacità di creare un'atmosfera di grande impatto basata sulle sue impressioni suscitate dai luoghi incontaminati visti nei suoi viaggi in oriente.
Ravel per scrivere le sue liriche utilizzò un complesso strumentale minimo che gli permise, con la sua essenzialità, di avvicinarsi all'aspetto semplice e vitale dello stile dei poemetti. Egli propose in questi brani, come farà di lì a poco con la seconda Sonata per violino, un'esecuzione basata sull'indipendenza delle voci, sia di canto che strumentali, consapevole di effettuare un profondo rinnovamento del proprio stile compositivo. Scrisse infatti nell'Esquisse biographique: "Les Chansons madécasses mi paiono recare un elemento di novità... Si tratta di una sorta di quartetto in cui la voce riveste il ruolo di strumento principale. Vi domina la semplicità e vi si afferma un'indipendenza delle parti che sarà riscontrata in modo più marcato nella Sonata per violino e pianoforte.". 
Le Chansons si presentano con una lirica centrale (Aoua!) che è di forte impatto sia emotivo sia per le sonorità particolari, introdotta e seguita dalle altre due che sono come di preambolo e di conclusione alla stessa.
Nahandove. Il brano è il più lungo del trittico (5 min.) ed è strutturata in una successione di quattro momenti individuabili dal cambiamento di tempo. La chanson inizia con una melodia del violoncello a cui si affianca subito la voce in un'invocazione per chiamare la bella Nahandove; il suo nome viene più volte ripetuto con toni accorati. Il tempo diventa quindi accelerato in un Più animato dove si uniscono gli altri due strumenti che segnalano l'arrivo della giovane. Il terzo momento, che descrive l'incontro dei due amanti, è caratterizzato da una accresciuta complessità polifonica. Dopo fluttuazioni di tempo si giunge al congedo finale con la voce che è accompagnata nuovamente dal solo violoncello.
Aoua! Questa seconda canzone, di circa 3 minuti, si apre con un grido selvaggio (Aoua! Aoua! Méfiez-vous des Blancs!) sottolineato dal suono basso e martellato del pianoforte. Questo urlo, peraltro perfettamente intonato, ha in sé tutta la ribellione dei nativi dell'isola nei confronti dei bianchi. Nel brano è evidente un influsso, anche se remoto, del Pierrot lunaire di Arnold Schönberg che conferisce alla scrittura raveliana una forte suggestione nell'urlo straziante, angosciante nella sua dissonanza. La partitura giunge poi al culmine emotivo nella parte centrale connotata da un Allegro feroce dove il pianoforte, con il suo assillante ostinato, ricorda il suono di un tamburo primitivo. La tensione si stempera, ma anche nel finale, più pacato, restano le sensazioni di angoscia e di inquietudine.

Questa seconda chanson fu eseguita da sola, in forma privata, alla Salle Majestic di Parigi nell'inverno 1925 dal mezzosoprano Jane Bathori; il brano fu generalmente bene accolto nonostante la musica fosse piuttosto insolita. Un compositore, Léon Moreau, si irritò non poco nel sentire il testo chiaramente anticoloniale, e urlando affermò che era improponibile presentare dei versi tali proprio quando i soldati francesi cadevano combattendo in Marocco. Ravel, ribattendo che il testo del lavoro risaliva all'epoca della Rivoluzione francese, cercò di ovviare alle rimostranze dei nazionalisti.
Con il terzo brano Il est doux... si ritorna all'atmosfera della prima chanson; il pezzo è introdotto dal flauto solo che inizia con una nota insolitamente bassa dando avvio così in questa partitura a un nuovo modo di utilizzare i timbri dei tre strumenti, sforzando a volte in registri non propriamente usuali per ottenere suoni dall'intonazione fluida e quasi trasognata. Questa è una delle opere più innovative di Ravel; la trasmutazione timbrica, accenni alla sospensione della tonalità, un uso meticoloso del ritmo nelle sue molteplici varianti, l'utilizzo di intervalli particolari, soprattutto di quarta e di settima, ne fanno un'opera sperimentale a tutti gli effetti.

Il clima suggestivo da "paradiso in terra" aleggia per tutti i 4 minuti del brano. La voce narra del riposo fra gli alberi del protagonista che, nella calura pomeridiana, evoca una danza con parole suadenti. Con calma il suono del violoncello, seguito poco dopo dal pianoforte e dal flauto, suggerisce l'armonia di una danza esotica che si sente in lontananza. La voce invita le fanciulle a cantare e a muoversi con voluttà; gli strumenti con sonorità pacate evocano l'avvicinarsi del vento della sera. Infine una frase, quasi parlata, che si rivolge alle giovani donne, "Allez et préparez le repas", riporta dall'atmosfera trasognata a un reale momento di quotidianità.

## Discografia
Il primo disco noto è quello di Madeleine Gray, soprano francese che interpretava anche ruoli da mezzo-soprano, del 1932.
- Janet Baker (mezzosoprano), Richard Adeney (flauto), Terence Weil (violoncello), Lamar Crowson (pianoforte), Éditions de l'Oiseau-Lyre, 1967
- Frederica von Stade (mezzosoprano), Doriot Anthony Dwyer (flauto), Jules Eskind (violoncello) e Martin Katz (pianoforte), Columbia, 1981